# بلوز

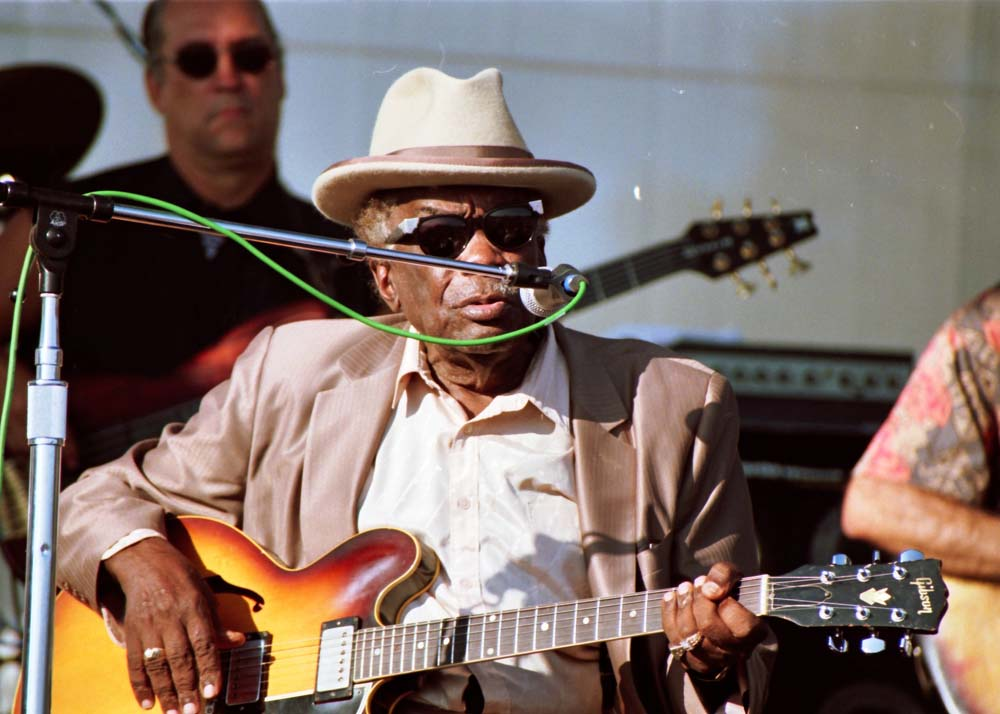
جان لی هوکر، در یک فستیوال بلوز در ۱۹۹۷

بلوز (به انگلیسی: Blues) گونه‌ای موسیقی ساز و آوازی است که ریشه در آوازهای هنگام کار، فریادها و همخوانی‌های سیاه‌پوستان آمریکا دارد و اصل آن به فرهنگ و موسیقی غرب آفریقا می‌رسد؛ در واقع این سبک از دل بردگان سیاه‌پوست به وجود آمده است.  علت اینکه این سبک به بلوز معروف شد این بود که پیشگامان این سبک، این موسیقی را غمین و شِکوه‌آمیز اجرا می‌کردند و Blue در زبان انگلیسی به معنای غم نیز هست. همچنین از نقطه نظر فنی، ملودی‌های بلوز، در بردارندهٔ نُت‌های محزون یا Blue Notes هستند؛ این نُت‌ها همان درجات سوم، پنجم و هفتم گام ماژور هستند که البته حالا اندکی بم‌تر از حد قابل انتظار نواخته می‌شوند و به این ترتیب به ملودی‌های بلوز ویژگی منحصر به فرد آن‌ها را می‌بخشند. برخی از صاحبان نظر بر این نکته اعتقاد دارند که نحوه شیوع این سبک در آمریکا به زمان گسترش سرمایه‌گذاری در مزارع پنبه در جنوب کشور آمریکا بر می‌گردد که در آن دوره کارگران سیاه‌پوست در هنگام کار در مزارع با خواندن شعرهایی بعضاً ریتمیک و موزون به همراه پاسخ و تکرار توسط دیگر کارگران اقدام به ایجاد شوق و نظم در کار برداشت می‌کردند. رد پای این شیوه که بعدها به ندا و پاسخ معروف شد هنوز هم در آثار سازی و آوازی موسیقی بلوز، جَز، سول، گاسپل، فانک و … به چشم می‌خورد.
منطقه دلتای رود می‌سی‌سی‌پی زادگاه موسیقی بلوز است.